# Saint-Donat-sur-l'Herbasse
Saint-Donat-sur-l'Herbasse is een gemeente in het Franse departement Drôme (regio Auvergne-Rhône-Alpes). De plaats maakt deel uit van het arrondissement Valence. Saint-Donat-sur-l'Herbasse telde op 1 januari 2022 4.224 inwoners.

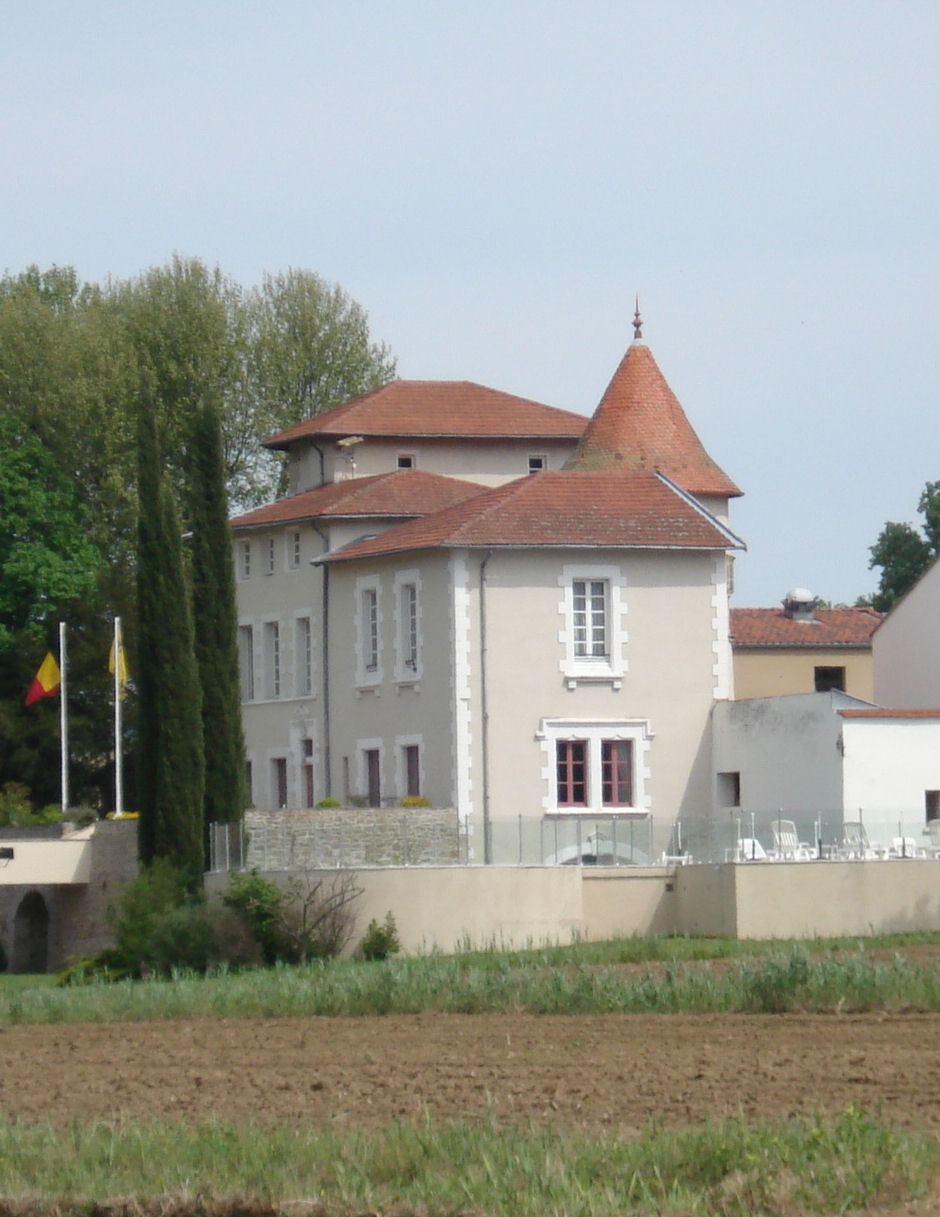
Château de Collonges
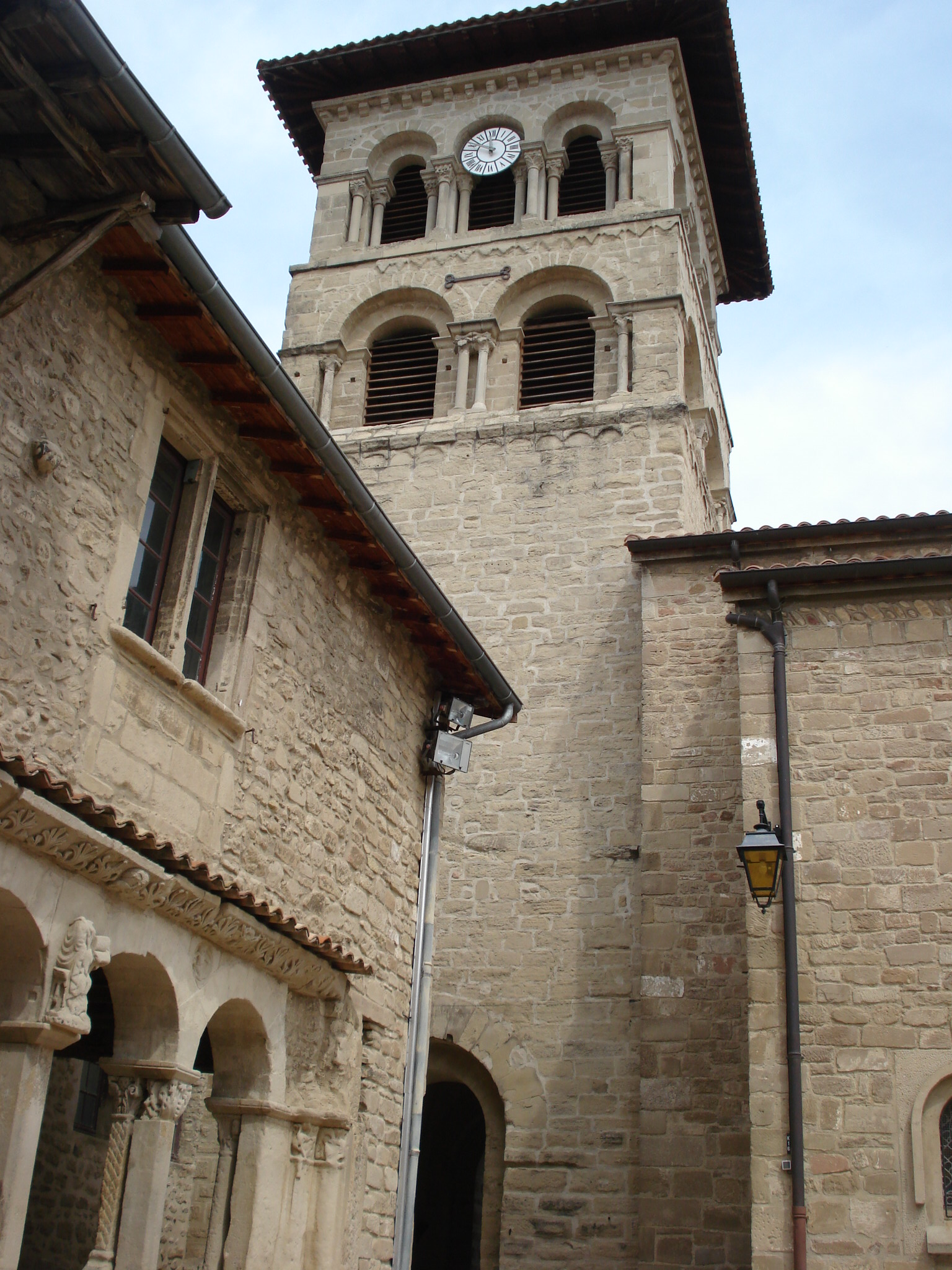
Klokkentoren van Saint-Donat-sur-l'Herbasse

## Geografie
De oppervlakte van Saint-Donat-sur-l'Herbasse bedraagt 19,52 vierkante kilometer; de bevolkingsdichtheid is 218 inwoners per km² (per 1 januari 2019).

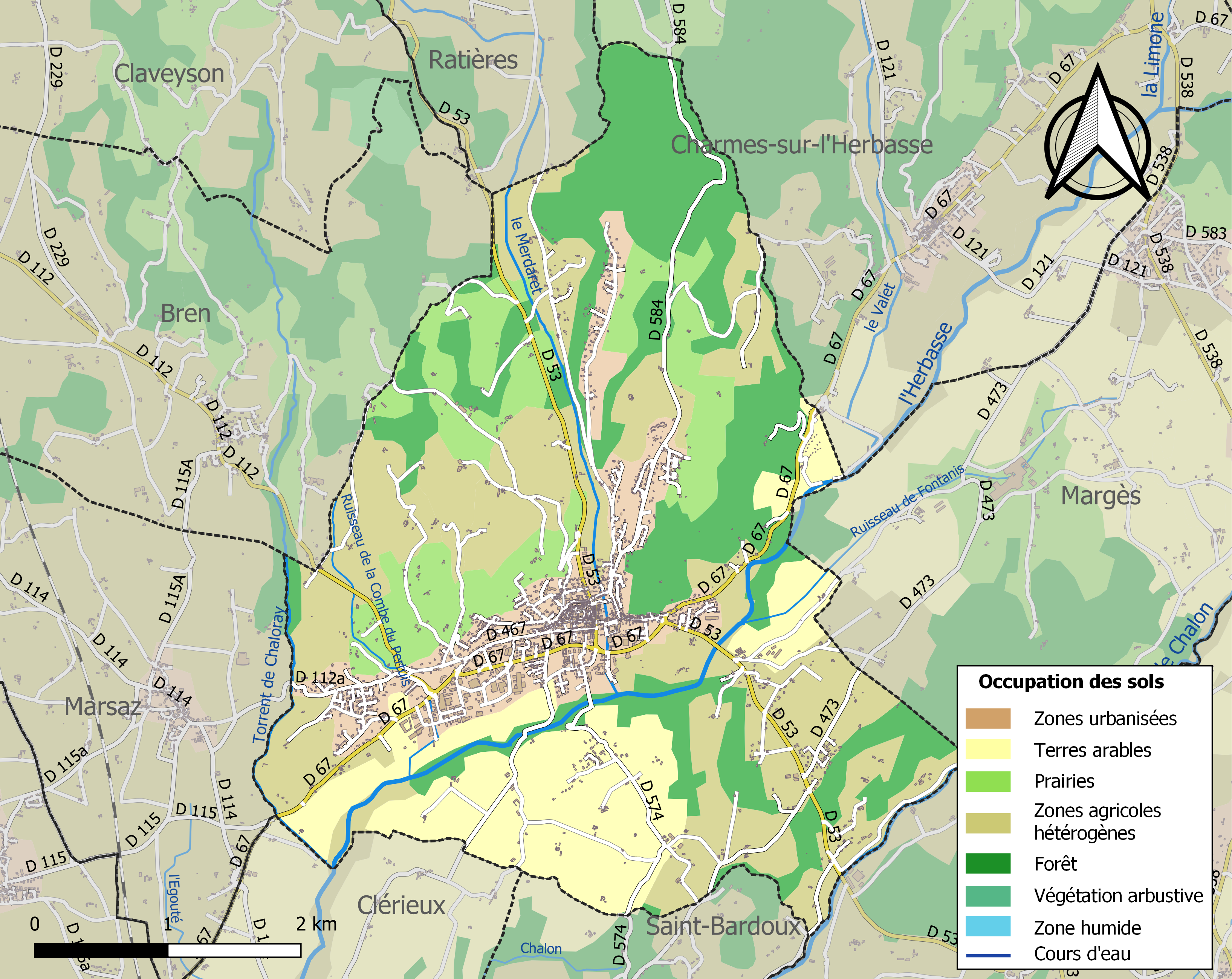
Kaart van de gemeente met belangrijkste infrastructuur, bodemgebruik en omliggende gemeenten

## Demografie
Onderstaande figuur toont het verloop van het inwonertal (bron: INSEE-tellingen).